# Little Caesars Arena
Little Caesar's Arena és un pavelló esportiu multiusos situat a la localitat de Detroit, a Michigan. Des de la seva obertura el 1988 és la seu de l'equip de l'NBA dels Detroit Pistons i les Detroit Red Wings, que competeixen a l'NHL. La sorra va substituir el Palace of Auburn Hills com a casa dels Pistons i Joe Louis Arena com a seu dels Red Wings. Va ser inaugurat el 5 de setembre de 2017.

## Història
Olympia Entertainment va anunciar oficialment el desembre de 2012 la seva intenció de desenvolupar un nou districte al centre de Detroit format per oficines, instal·lacions residencials i "un nou centre d'events polivalent d'última generació", amb un cost estimat de 650 milions de dòlars. El juny de 2013, la Downtown Development Authority va anunciar oficialment la ubicació del nou districte de Detroit Red Wings i el districte d'oci.
El 22 de novembre del 2016 es va anunciar que els Detroit Pistons també es mudarien a Little Caesars Arena, posant fi a 29 anys de la franquícia a The Palace of Auburn Hills.